# Iain Glen
Iain Alan Sutherland Glen (* 24. června 1961, Edinburgh, Skotsko) je skotský filmový, televizní a divadelní herec. Mezi jeho nejznámější role patří postava Alexandera Isaacsa ve filmové sérii Resident Evil a role sera Joraha Mormonta v seriálu Hra o trůny.

## Životopis
Narodil se v Edinburghu ve Skotsku a byl vzděláván na Edinburské akademii, nezávislé chlapecké škole, a následně na Univerzitě v Aberdeenu. Poté navštěvoval královskou akademii dramatických umění v Londýně, kde získal Bancroftovu zlatou medaili.

## Kariéra
V roce 1990 vyhrál cenu Zlatý medvěd na Filmovém festivalu v Berlíně za roli ve filmu Silent Scream. Byl nominován na cenu Lawrence Oliviera za výkon v divadelní hře The Blue Room, kde se objevil po boku Nicole Kidman.
Dne 20. srpna 2009 bylo oznámeno, že se Glen objeví v roli Sera Joraha Mormonta v seriálu HBO, Hra o trůny.

## Rodina
Jeho starším bratrem je divadelní režisér Hamish Glen. V letech 1993 až 2004 byl ženatý se Susannah Harker a z manželství mají syna Finlaye (* 1994). Jeho nynější partnerkou je Charlotte Emmerson, se kterou má dvě dcery: Mary (* září 2007) a Juliet (* 2012).

## Filmografie

### Film
| Rok  | Název                                 | Role                 | Poznámky        |
| ---- | ------------------------------------- | -------------------- | --------------- |
| 1988 | Gorily v mlze                         | Brendan              |                 |
| 1988 | Paris by Night                        | Wallace Sharp        |                 |
| 1990 | Měsíční hory                          | John Hanning Speke   |                 |
| 1990 | Oběti osudu                           | William Quinton      |                 |
| 1990 | Rosencrantz a Guildenstern jsou mrtvi | Hamlet               |                 |
| 1990 | Silent Scream                         | Larry Winters        |                 |
| 1991 | 30 Door Key                           | Joey                 |                 |
| 1993 | Mladí Američané                       | Edward Foster        |                 |
| 1998 | Mararía                               | Bertrand             |                 |
| 2000 | Paranoia                              | Stan                 |                 |
| 2000 | Holčičky na zabití                    | Tony                 |                 |
| 2001 | Lara Croft: Tomb Raider               | Manfred Powell       |                 |
| 2001 | Gabriel & Me                          | Dad                  |                 |
| 2002 | The Soul Keeper                       | Dr. Carl Gustav Jung |                 |
| 2002 | Temnota                               | Mark                 |                 |
| 2003 | Píseň za chudého chlapce              | Bratr Jan            |                 |
| 2003 | Spy Sorge                             | Richard Sorge        |                 |
| 2004 | Resident Evil: Apokalypsa             | Dr. Isaacs           |                 |
| 2005 | Z očí do očí                          | Alexander Auchinleck |                 |
| 2005 | Království nebeské                    | Richard Lví Srdce    |                 |
| 2005 | Dům na Tara Road                      | Danny                |                 |
| 2005 | Vagabond Shoes                        | Alec Murray          | krátký film     |
| 2006 | Malá oprava motoru                    | Doug                 |                 |
| 2007 | Poslední legie                        | Orestes              |                 |
| 2007 | Revoluce paní Ratcliffové             | Frank Ratcliffe      |                 |
| 2007 | Resident Evil: Zánik                  | Dr. Isaacs           |                 |
| 2008 | Slapper                               | Red/Michael Simmons  | krátký film     |
| 2009 | Případ nevěrné Kláry                  | Denis                |                 |
| 2009 | Harry Brown                           | S.I. Childs          |                 |
| 2009 | Legenda o Janě                        | Vesnický kněz        |                 |
| 2011 | Železná lady                          | Alfred Roberts       |                 |
| 2012 | Resident Evil: Odveta                 | Dr. Isaacs           | Archivní záznam |
| 2013 | Kick-Ass 2                            | strýček Ralph        |                 |
| 2014 | Guy Martin's Spitfire                 | vypravěč (hlas)      | dokument        |
| 2014 | Monsters Behind the Iron Curtain      | vypravěč (hlas)      | dokument        |
| 2015 | The Bad Education Movie               | Pasco                |                 |
| 2015 | Oko v oblacích                        | James Willett        |                 |
| 2016 | Dusty and Me                          | Mickey, bublina      |                 |
| 2016 | Resident Evil: Poslední kapitola      | Dr. Alexander Isaacs |                 |
| 2017 | Moje sestřenice Rachel                | Nick Kendall         |                 |
| 2019 | The Flood                             | Philip               |                 |
| 2020 | What About Love                       | americký ambasador   |                 |
| 2020 | Black Beauty                          | John Manly           |                 |
| 2020 | The Racer                             | "Sonny" McElhone     |                 |
| 2020 | The Windermere Children               | Jock Lawrence        |                 |
| 2021 | Tides                                 | Gibson               |                 |

### Televize
| Rok       | Název                             | Role                           | Poznámky                             |
| --------- | --------------------------------- | ------------------------------ | ------------------------------------ |
| 1986      | Taggart                           | Scott Adair                    | díl: „Knife Edge“                    |
| 1986–1989 | Screen Two                        | Sailor                         | 3 díly                               |
| 1988      | The Fear                          | Carl Galton                    | 5 dílů                               |
| 1991      | Adam Bede                         | Adam Bede                      | TV film                              |
| 1992      | Frankie's House                   | Tim Page                       | TV film                              |
| 1992      | Screen One                        | Cmdr. Powell                   | díl: „Black and Blue“                |
| 1993      | Missus                            | Father Pietro Salviati, Missus | TV film                              |
| 1996      | Death of a Salesman               | Biff                           | TV film                              |
| 1997      | Painted Lady                      | Sebastian Stafford             | TV film                              |
| 1998      | Trial & Retribution               | Damon Morton                   | 2 díly                               |
| 1999      | Manželky a dcery                  | Pan Preston                    | 4 díly                               |
| 2000      | The Wyvern Mystery                | Charles Fairfield              | TV film                              |
| 2000      | Glasgow Kiss                      | Stuart Morrison                | 6 dílů                               |
| 2000      | Anchor Me                         | Nathan Carter                  | TV film                              |
| 2002      | Impact                            | Marcus Hodge                   | TV film                              |
| 2003      | Carla                             | Daniel                         | TV film                              |
| 2005      | Kidnapped                         | Alan Breck                     | TV film                              |
| 2007      | The Relief of Belsen              | James Johnston                 | TV film                              |
| 2007      | Nové začátky                      | Gregor Dewhurst                | TV film                              |
| 2008      | City of Vice                      | John Fielding                  | 5 dílů                               |
| 2009      | Deník Anne Frankové               | Otto Frank                     | mini-série, 5 dílů                   |
| 2009      | Law & Order: UK                   | Luke Slade                     | díl: „Unsafe“                        |
| 2009      | V srdci bouře: Churchill ve válce | Král Jiří VI                   | TV film                              |
| 2010      | Jack Taylor: The Guards           | Jack Taylor                    | TV film                              |
| 2010      | Pán času                          | Father Octavian                | 2 díly                               |
| 2010      | MI5                               | Vaughan Edwards                | 8 dílů                               |
| 2011      | Jack Taylor: The Pikemen          | Jack Taylor                    | TV film                              |
| 2011      | Jack Taylor: The Magdalen Martyrs | Jack Taylor                    | TV film                              |
| 2011      | Protiúder                         | Crawford                       | 2 díly                               |
| 2011      | Panství Downton                   | Sir Richard Carlisle           | TV seriál                            |
| 2011–2019 | Hra o trůny                       | Ser Jorah Mormont              | hlavní role, 52 dílů                 |
| 2012      | Henry IV, Part II                 | Vévoda z Warwicku              | TV film                              |
| 2012      | Městečko Haven                    | Roland Holloway                | díl: „Real Estate“                   |
| 2012–2013 | Prisoners' Wives                  | Paul                           | 10 dílů                              |
| 2013      | Ripper Street                     | Colonel Madoc Faulkner         | díl: „The Weight of One Man's Heart“ |
| 2013      | Borgia                            | Girolamo Savonarola            | 2 díly                               |
| 2013      | Breathless                        | inspektor Ronald Mulligan      | 6 dílů                               |
| 2013      | Agatha Christie's Poirot          | Dr. David Willoughby           | díl: „Elephants Can Remember“        |
| 2013      | Jack Taylor: The Dramatist        | Jack Taylor                    | TV film                              |
| 2013      | Jack Taylor: The Priest           | Jack Taylor                    | TV film                              |
| 2014–2017 | Autopsy: The Last Hours Of        | Vypravěč (hlas)                | 10 dílů                              |
| 2014      | Červený stan                      | Jacob                          | TV film                              |
| 2016–2017 | Cleverman                         | Jarrod Slade                   | 12 dílů                              |
| 2016–2019 | Delicious                         | Leo                            | 12 dílů                              |
| 2017      | Jack Taylor: Nemesis              | Jack Taylor                    | TV film                              |
| 2017      | Jack Taylor: In Purgatory         | Jack Taylor                    | TV film                              |
| 2017      | Jack Taylor: Blood Cross          | Jack Taylor                    | TV film                              |
| 2018      | The Sidemen Show                  | Vypravěč (hlas)                | 7 dílů                               |
| 2018      | Paní Wilsonová                    | Alexander Wilson               | 3 díly                               |
| 2019      | Ice Age: Return of the Mammoth    | Vypravěč (hlas)                | TV dokument                          |
| 2019      | Masterpiece PBS                   | Alexander 'Alec' Wilson        | 3 díly                               |
| 2019      | Titans                            | Bruce Wayne / Batman           | 4 díly                               |
| 2023–2025 | Castlevania: Nokturno             | Juste Belmont (hlas)           | 16 dílů                              |

### Divadlo
- Uncle Vanya, The Print Room, 2012 - titulní role
- Ghosts (2010) - také režíroval
- The Crucible (2006) (nominace na cenu Lawrence Oliviera pro nejlepšího herce)
- Jindřich V (1995) (Evening Standard Nomination for Best Actor)
- Heda Gablerová (2005)
- Racek
- Tramvaj do stanice Touha (2002)
- The Blue Room (1998) (nominace na cenu Lawrence Oliviera pro nejlepšího hercer. Broadwayská Drama League Award pro nejlepšího herce)
- Martin Guerre (1996–1997) (nominace na cenu Lawrence Oliviera pro nejlepšího herce v muzikálu)
- Here
- Makbeth (1993) (Cena Mayfest Award pro nejlepšího herce)
- Král Lear
- Coriolanus
- She Stoops to Conquer
- Hamlet Bristol Old Vic 1991 (Cena Iana Charlesona)
- Hapgood
- The Man Who Had All the Luck Bristol Old Vic 1990
- Road
- Edward II
- Small Engine Repair
- The Recruiting Officer
- Scenes of a Marriage (2008)
- Wallenstein (2009, Minerva Theatre, Chichester) - titulní role
- Ghosts (režisérský debut)